# Haplochromis vittatus
Haplochromis vittatus är en fiskart som först beskrevs av Boulenger, 1901.  Haplochromis vittatus ingår i släktet Haplochromis och familjen Cichlidae. IUCN kategoriserar arten globalt som livskraftig. Inga underarter finns listade i Catalogue of Life.